# Demografia de Suïssa
L'evolució demogràfica de Suïssa es caracteritza per l'augment continu de la mitjana d'edat i l'alta proporció de la població estrangera.

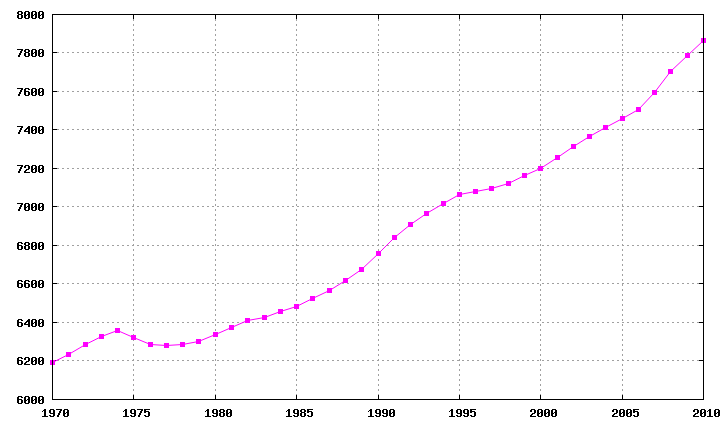
Evolució de la població suïssa.

Població: 7.459.128 (desembre 2005)
Esperança de vida:
- Homes: 76,73 anys
- Dones: 82,63 anys
- Total: 79,6 anys

Llengües:
- Alemany: 63,7%
- Francès: 19,2%
- Italià: 7,6%
- Romanx: 0,6%

- Altres: 8,9%

Religió en Suïssa
Alfabetització: 99%